# Kongressen för demokratisk förändring
Kongressen för demokratisk förändring, Congress for Democratic Change (CDC) är Liberias största oppositionsparti, bildat 2005 av dem som stöttade fotbollsspelaren George Weahs presidentkandidatur.
Weah fick 40,6 % av rösterna i den avgörande andra valomgången och blev därmed besegrad av Ellen Johnson Sirleaf.
I parlamentsvalet samma år fick CDC 15,97 % av rösterna.
Man erövrade därmed 15 platser i representanthuset och  3 senatorer. 
I presidentvalet 2011 nominerade man den förre justitieministern Winston Tubman, med Weah som vicepresidentkandidat.
Tubman fick 32,7 % av rösterna i den första valomgången som kantades av våld och anklagelser om valfusk. CDC och flera andra oppositionspartier uppmanade därför till bojkott av den andra valomgången, som också fick betydligt lägre valdeltagande.
CDC erkände först i januari 2012 fredspristagaren Johnson Sirleaf som president efter det omstridda valet.